# So into You (canção de Tamia)
"So Into You" é uma canção de Tamia, lançado como seu single. Foi produzida por Tim & Bob, e foi o último dos dois singles lançados em 1998. O single foi lançado no auto-intitulado álbum de estréia, Tamia. A canção usa uma mostra do single dos The Commodores "Say Yeah". O single alcançou a posição #30 nos E.U.A.

## Faixas
1. "So Into You" (Versão do Álbum) - 3:55
2. "So Into You" (Edição da Rádio) - 3:37
3. "So Into You" (Instrumental) - 3:54
4. "So Into You" (Acapella) - 3:55

## Vídeo Musical
Um vídeo para este single foi feito em Junho de 1998. O vídeo começa com Tamia deitada sobre um sofá. Então, as pessoas são vistas andando por um corredor (que mais tarde revelou-se serem amigos), e entram no quarto de Tamia. Em seguida, revela-se que ela e seus amigos estavam fazendo uma festa. Várias cenas depois mudam para Tamia em várias salas diferentes, cantando a música. O vídeo termina com os amigos de Tamia a saire,, Tamia deitada em sua cama, e então sua posição no centro da sala. Nicole Richie interpreta um dos amigos de Tamia neste vídeo da música, provavelmente porque seu pai Lionel Richie co-escreveu a canção.

## Versão de Fabolous
"So Into You" foi mais tarde regravada por Fabolous como "Into You", o terceiro single de seu segundo álbum de estúdio Street Dreams. Também faz parte do álbum de Tamia, More. Chegou a #4 na Billboard Hot 100, tornando-se o segundo single do álbum chegar ao Top 10.
A canção apresenta Tamia para o vídeo e para o single, e Ashanti para a versão do álbum. Faz uma mostra do coro da canção de Tamia "So Into You", produzida por Tim & Bob de seu álbum de 1998 Tamia,que faz uma mostra da canção dos The Commodores "Say Yeah". Na versão re-lançada do álbum Street Dreams, ambas as versões de Tamia e Ashanti aparecem no álbum, com a versão de Tamia sendo uma faixa bónus.

### Vídeo Musical
KD Aubert faz um cameo no vídeo como seu interesse amoroso.

### Faixas
1. Into You (Edição Limpa do single) com Tamia - 4:18
2. Into You (Versão Explícita do single) com Tamia - 4:54 *
3. Into You (Versão do Álbum) com Ashanti - 4:34

- Aparece no álbum de Tamia, More e no CD single.

### Desempenho nas paradas
| Parada (2003/2004)                              | Melhor Posição |
| ----------------------------------------------- | -------------- |
| Australian Singles Chart                        | 4              |
| Dutch Top 40                                    | 24             |
| French Singles Chart                            | 44             |
| Irish Singles Chart                             | 39             |
| Swiss Singles Chart                             | 87             |
| UK Singles Chart                                | 18             |
| U.S. Billboard Hot 100                          | 4              |
| U.S. Billboard Hot R&B/Hip-Hop Singles & Tracks | 6              |
| U.S. Billboard Hot Rap Tracks                   | 4              |